# 宁蒗河
宁蒗河，是中国长江流域的一条河流，汇入卧落河，属于金沙江水系。河长79千米，流域面积1770平方千米，年均流量28立方米每秒。自然落差1040米。水能理论蕴藏量3万千瓦。